# Carolina Bays

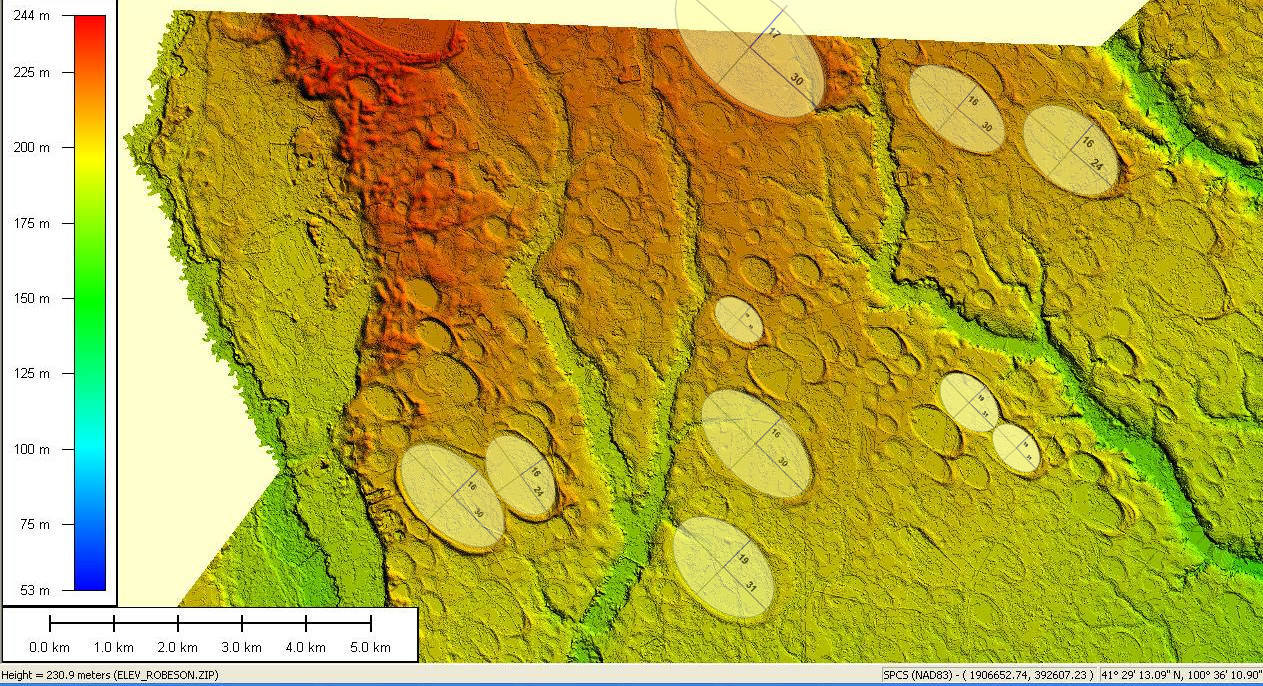
Lidar-Aufnahme der Carolina-Becken. Die sich überlappenden Ellipsen in den Carolina Bays zeigen, dass die prototypische Geometrie der Becken elliptisch ist.

Carolina Bays (Carolina-Becken) sind elliptische bis kreisförmig Vertiefungen, die in sandigem Boden in der Nähe des Grundwasserspiegels entlang der Atlantikküste der Vereinigten Staaten von New Jersey bis Nordflorida vorkommen. Die elliptische bis kreisförmig Geometrie ist ein Merkmal aller Becken, unabhängig von ihrer Größe, obwohl es zahlreiche Beispiele für Becken gibt, die durch Wassererosion verändert wurden. Die Becken in Carolina sind flach und haben leicht erhöhte Ränder. Die Größe der Becken variiert von einer Länge von etwa 60 Metern bis zu mehreren Kilometern. Oft wurden ovale oder kreisförmige Seen und sumpfige Senken fälschlicherweise als Carolina Bays klassifiziert, obwohl sie nicht die präzise elliptische Geometrie und die erhöhten Ränder aufweisen.

## Entdeckung
Die Carolina Bays waren im 19. Jahrhundert als Sumpfgebiete mit sandigen Rändern bekannt. Die Becken sind sehr groß und ihre Ränder sind in der Regel nicht sehr hoch, weshalb sie von einem Standpunkt nahe der Erdoberfläche aus praktisch nicht zu erkennen sind. Mit der Einführung der Luftbildfotografie in den 1930er Jahren wurde deutlich, dass es sich bei den Becken von Carolina um elliptische Vertiefungen handelt, die in etwa in die gleiche Richtung ausgerichtet sind. Die bemerkenswerte geometrische Regelmäßigkeit der Carolina Bays hat viele widersprüchliche Hypothesen über ihren Ursprung angeregt. Die Einführung von Lidar, einer Fernerkundungstechnologie, hat die Visualisierung der Carolina Bays entlang der Atlantikküste erheblich verbessert.

## Merkmale
- In South Carolina und North Carolina ist die Längsachse vieler Carolina Bays nach Nordwesten ausgerichtet, während in Delaware, Maryland und New Jersey die Längsachse vieler Carolina Bays nach Nordosten ausgerichtet ist und einige Carolina Bays in diesem Gebiet zufällige Ausrichtungen aufweisen. - Rasmussen, W. C., and T. H. Slaughter (1955) "The ground water resources, in The water resources of Somerset, Wicomico, and Worcester Counties". Bulletin no. 16, Maryland Geological Survey, Baltimore, Maryland.

Swezey, C. S. (2020). "Quaternary eolian dunes and sand sheets in inland locations of the Atlantic Coastal Plain Province". In Lancaster, N.; Hesp, P. (eds.). Inland Dunes of North America. Dunes of the World. Springer Publishing. pp. 11–63. doi:10.1007/978-3-030-40498-7_2. ISBN 978-3-030-40498-7. S2CID 219502764. Die Abmessungen der Hauptachse variieren ungefähr zwischen 60 Metern und 11 Kilometern (Eyton und Parkhurst 1975).
- In South Carolina und North Carolina, die Carolina Bays zeigen eine Nordwest-Südost-Orientierung (Prouty 1952)[3]
- Die Becken haben eine maximale Tiefe von etwa 15 Metern. Große Becken sind tendenziell tiefer als kleine Becken, aber der tiefste Teil eines Beckens befindet sich normalerweise südöstlich des Beckens.
- Viele Becken haben erhöhte sandige Kanten mit einer maximalen Entwicklung nach Südosten. Die Höhe der Kanten schwankt zwischen 0 und 7 Metern.
- Carolina-Becken bedecken oft andere Becken, ohne die Morphologie irgendeiner der Vertiefungen zu zerstören. Ein oder mehrere kleinere Becken können vollständig in einem größeren Becken enthalten sein.
- Die Stratigraphie unter den Becken ist nicht verzerrt (Preston und Brown, 1964; Thom, 1970).[4][5]
- Becken existieren nur in nicht konsolidierten Sedimenten. Es gibt keine Becken in Überschwemmungsgebieten oder an modernen Stränden.
- Die Becken in Carolina sind auch in Terrassen unterschiedlichen Alters und mit unterschiedlichen Entstehungsprozessen erhalten.
- Die Carolina Bays sind Sedimentbecken, die mit Schluff organischen und anorganischen Ursprungs gefüllt oder teilweise gefüllt sind. Einige Merkmale der sandigen Ellipse scheinen ehemalige Becken zu sein, die vollständig mit Landsedimenten und organischem Material gefüllt sind.
- Die Carolina Bays weisen die gleichen geometrischen Merkmale auf wie die Nebraska-Regenwasserbecken, aber die Nebraska-Becken sind nordost-südwestlich ausgerichtet (Zanner und Kuzila, 2001).[6] (Davias und Gilbride, 2010).[7]

## Ursprung
Jüngste Arbeiten des U.S. Geological Survey haben die Buchten von Carolina als relikte Thermokarstseen interpretiert, die durch äolische und lakustrine Prozesse modifiziert wurden [Swezey, C. S. (2020). "Quaternary eolian dunes and sand sheets in inland locations of the Atlantic Coastal Plain Province". In: Lancaster, N.; Hesp, P. (eds.). Inland Dunes of North America. Dunes of the World. Springer Publishing. pp. 11–63. doi:10.1007/978-3-030-40498-7_2. ISBN 978-3-030-40498-7. S2CID 219502764]. Moderne Thermokarstseen sind heute rund um Barrow (Alaska) weit verbreitet, und die Längsachsen dieser Seen sind schräg zur vorherrschenden Windrichtung. Diese Seen entstehen durch Auftauen von gefrorenem Boden mit anschließender Veränderung durch Wind und Wellen. Daher impliziert die Interpretation der Buchten von Carolina als Relikte von Thermokarstseen, dass sich der gefrorene Boden einst bis nach Süden bis zu den Buchten von Carolina erstreckte. Diese Interpretation stimmt mit den optisch stimulierten Lumineszenzdaten überein, die darauf hindeuten, dass die Buchten von Carolina Reliktmerkmale sind, die sich gebildet haben, als das Klima kälter, trockener und windiger war.
Der Ursprung der Carolina Bays ist seit ihrer Entdeckung heftig diskutiert worden. Eine der ersten Impakthypothesen für die Entstehung der Carolina Bays wurde von Melton und Schriever im Jahr 1933 aufgestellt. Diese Autoren schlugen vor, dass ein Meteoritenschauer oder ein Kometenbruch aus dem Nordwesten die Becken mit ihrer besonderen Ausrichtung geschaffen haben könnte. Das Fehlen von Meteoritenfragmenten und anderen charakteristischen Indikatoren für außerirdische Einschläge zwang die Geologen zu dem Vorschlag, dass die Carolina Bays durch eine komplexe Kombination aus Wasser- und Windmechanismen entstanden sind (Johnson, 1942). Zusätzliche Erklärungen für die Entstehung der Becken in den letzten 70.000 bis 100.000 Jahren umfassen die Bildung von Sandseen, die in Richtung der maximalen Windgeschwindigkeit verändert wurden, Karstsenken mit Rändern, die durch windgeblasenen Sand gebildet wurden, Becken, die durch wirbelndes Wasser entstanden sind, und Becken, die durch Winderosion entstanden sind. Die Eiseinschlagshypothese (Antonio Zamora, 2017) schlug vor, dass ein außerirdischer Einschlag auf die Laurentide-Eisdecke Eisbrocken in ballistische Flugbahnen warf und dass sekundäre Einschläge der Eisbrocken den Boden verflüssigten und geneigte kegelförmige Hohlräume bildeten.